# Задача про максимальний потік

Максимальний потік в транспортній мережі. Числа позначають потоки і пропускні властивості.

В теорії оптимізації та теорії графів, задача про максимальний потік полягає у знаходженні такого потоку за транспортною мережею, щоб сума потоків з витоку, або, що означає те ж саме, сума потоків до стоку була максимальна.
Задача про максимальний потік є окремим випадком більш складних задач, таких, як, наприклад, задача про циркуляцію.

## Історія
Після вступу США у Другу світову війну у 1941 році математик Джордж Бернард Данціг  почав працювати у відділі статистичного управління Військово-повітряних сил США у Вашингтоні. З 1941 по 1946 роки він очолював підрозділ аналізу військових дій (Combat Analysis Branch), де працював над різноманітними математичними проблемами. Згодом з використанням роботи Данцига задача про максимальний потік була вперше розв'язана у ході підготовки повітряного мосту під час Берлінського повітряного мосту, що відбувався у 1948–1949 роках.
У 1951 році Джордж Данциг вперше сформулював задачу у загальному вигляді.
У 1955 році Лестер Форд і Делберт Фалкерсон вперше побудували алгоритм, призначений для вирішення цього завдання. Їх алгоритм отримав назву алгоритм Форда — Фалкерсона.
Надалі рішення задачі багато разів поліпшувалося.
У 2010 році дослідники Джонатан Келнер (Jonathan Kelner) і Олександр Мондри (Aleksander Mądry) з МТІ разом зі своїми колегами Даніелєм Спілманом з Єльського університету і Шень-Хуа Тенем з університету Південної Каліфорнії продемонстрували чергове покращення алгоритму, вперше за 10 років.

## Визначення
Розглянемо транспортну мережу {\displaystyle \scriptstyle N=(V,E)} з джерелом {\displaystyle \scriptstyle s\in V}, стоком {\displaystyle \scriptstyle t\in V} та пропускними здатностями {\displaystyle \scriptstyle c}.
Величиною потоку (value of flow) називається сума потоків з джерела {\displaystyle \scriptstyle |f|=\sum _{v\in V}f_{sv}}. У статті «Транспортна мережа» доведено, що вона дорівнює сумі потоків у сток {\displaystyle \ \sum _{w\in V}f(w,t)}.
Задача про максимальний потік  полягає в знаходженні потоку такого, щоб величина потоку була максимальна.

## Розв'язання
В таблиці перераховано деякі алгоритми розв'язування задачі.
| Метод                                 | Складність | Опис |
| ------------------------------------- | --- | --- |
| Лінійне програмування                 | Залежить від конкретного алгоритму. Для симплекс-методу експоненціальна. | Розглянемо задачу про максимальний потік як задачу лінійного програмування. Змінними є потоки по ребрах, а обмеженнями — збереження потоку й обмеження пропускної здатності. |
| Алгоритм Форда — Фалкерсона           | Залежить від алгоритму пошуку шляху, що збільшується. Потребує O(max\| f \|) таких пошуків.                                                                                   | Знайти будь-який шлях, що збільшується. Збільшити потік по всіх його ребрах на мінімальну з їх залишкових пропускних здатностей. Повторювати, поки є шлях, що збільшується. Алгоритм працює тільки для цілих пропускних здатностей. В іншому випадку, він може працювати нескінченно довго, не сходячись до правильної відповіді. |
| Алгоритм Едмондса-Карпа               | O(VE²) | Виконуємо алгоритм Форда — Фалкерсона, щоразу обираючи найкоротший шлях, що збільшується (знаходиться пошуком у ширину). |
| Алгоритм Дініца                       | O(V²E) {\displaystyle \scriptscriptstyle O(V{\sqrt {E}})} для одиничних пропускних здатностей {\displaystyle O(VE\log(V))} з використанням динамічних дерев Слетора і Тар'яна | Удосконалення алгоритму Едмондса-Карпа (але хронологічно був знайдений раніше). На кожній ітерації, використовуючи пошук у ширину, визначаємо відстані від джерела до всіх вершин у залишковій мережі. Будуємо граф, який містить лише такі ребра залишкової мережі, на яких ця відстань зростає на 1. Виключаємо з графу усі тупикові вершини з інцидентними їм ребрами, поки всі вершини стануть не тупиковими. (Тупиковою називається вершина, в яку не входить і з якої не виходить жодне ребро, крім джерела і стоку.) На отриманому графі відшукуємо найкоротший шлях, що збільшується (їм буде будь-який шлях з s в t). Виключаємо із залишкової мережі ребро з мінімальною пропускною здатністю, знову виключаємо тупикові вершини, і так поки ще існують шляхи, що збільшуються. |
| Алгоритм просовування предпотоку      | O(V²E) | Замість потоку оперує з передпотоком. Різниця в тому, що для будь-якої вершини u, крім джерела і стоку, сума потоків, що входять до неї для потоку повинна бути строго нульовою (умова збереження потоку), а для передпотока — невід'ємною. Ця сума називається надмірним потоком у вершину, а вершина з позитивним надмірним потоком називається переповненою . Крім того, для кожної вершини алгоритм зберігає додаткову характеристику, висоту, яка є цілим невід'ємним числом. Алгоритм використовує дві операції: просування , коли потік по ребру, що йде з більш високої в нижчу вершину, збільшується на максимально можливу величину, і підйом , коли переповнена вершина, просування з якої неможливо через недостатню висоту, підіймається. Просування можливо, коли ребро належить залишковій мережі, коли воно веде з більш високої вершини в більш низьку, і вихідна вершина переповнена. Підйом можливий, коли вершина, що піднімається, переповнена, але жодна з вершин, в котру з неї ведуть ребра залишкової мережі, не нижче за неї. Він вчиняється до висоти на 1 більшою, ніж мінімальна з висот цих вершин. Спочатку висота джерела V, по всім ребрам, що виходять з джерела, тече максимально можливий потік, а решта висоти і потоки нульові. Операція просування і підйому виконуються до тих пір, поки це можливо. |
| Алгоритм «підняти на початок»         | O(V³) O(VE log(V²/E)) з використанням динамічних дерев | Варіант попереднього алгоритму, що спеціальним чином визначає порядок операцій просовування і підйому. |
| Алгоритм двійкового блокуючого потоку | {\displaystyle \scriptscriptstyle O(E\min(V^{2/3},{\sqrt {E}})\log(V^{2}/E)\log {\max {\|f\|}})}                                                                              | |

Для детальнішого списку, див. .

## Теорема про цілий потік
Якщо пропускні спроможності цілі, максимальна величина потоку теж ціла.
Теорема випливає, наприклад, з теореми Форда — Фалкерсона.

## Узагальнення, що зводяться до вихідної задачі
Деякі узагальнення задачі про максимальний потік легко зводяться до вихідної задачі.

### Довільне число джерел та / або стоків

Трансформація задачі з довільною кількість джерел і стоків до початкової задачі

Якщо джерел більше одного, додаємо нову вершину S, яку робимо єдиним джерелом. Додаємо ребра з нескінченною пропускною здатністю від S до кожного зі старих джерел.
Аналогічно, якщо стоків більше одного, додаємо нову вершину T, яку робимо єдиним стоком. Додаємо ребра з нескінченною пропускною здатністю від кожного зі старих стоків до T.

### Неорієнтовані ребра
Кожне неорієнтоване ребро (u, v) замінюємо на пару орієнтованих ребер (u, v) і (v, u).

### Обмеження пропускної здатності вершин

Трансформація задачі з обмеженою пропускною здатністю вершин до початкової задачі шляхом розщеплення вершин

Кожну вершину v з обмеженою пропускною здатністю {\displaystyle c_{v}} розщеплюємо на дві вершини vin і vout. Всі ребра, які до розщеплення входять до v, тепер входять в vin. Всі ребра, які до розщеплення виходять з v, тепер виходять з vout. Додаємо ребро (vin,vout) з пропускною здатністю {\displaystyle c_{v}}.